# Luigi Comel
Luigi Comel (Gorizia, 21 giugno 1866 – Gorizia, 2 agosto 1934) è stato un pittore italiano, noto soprattutto per aver insegnato alla Scuola Reale Elisabettina di Rovereto.

## Biografia
Luigi Comel nasce il 21 giugno 1866 a Gorizia, all'epoca parte della Contea Principesca di Gorizia e Gradisca sotto la sovranità dell'Impero austro-ungarico. È figlio di Stefano Comel, locandiere, e Maria Visin. Studia all'Accademia di belle arti di Vienna dal 1887 al 1891 e l'anno seguente frequenta un corso di perfezionamento alla Scuola d'arte industriale istituita presso il Museo per l'arte e l'industria. Rientrato a Gorizia nel 1892, abbandona l'attività di pittore per dedicarsi all'insegnamento del disegno a mano libera presso l'Istituto magistrale femminile e il Ginnasio.
Nel 1895 è assegnato alla Scuola Reale Elisabettina di Rovereto, dove ottiene la qualifica di professore ordinario nel 1898. Qui ebbe come allievi importanti artisti quali Fortunato Depero, Roberto Iras Baldessari, Tullio Garbari, Fausto Melotti, Oddone Tomasi e Luigi Bonazza, gli architetti Luciano Baldessari e Giorgio Wenter Marini e l'aviatore Giovanni Battista Caproni.
Il 25 marzo 1899 sposa Giuditta Paulini, da cui ha i figli Fiorina (nata il 29 luglio 1900) e Alvise (nato il 9 marzo 1902). Nel 1913 torna a Gorizia, dove lavora presso il nuovo Ginnasio reale italiano, e nel 1915 allo scoppio della prima guerra mondiale si trasferisce a Vienna, dove insegna presso una scuola media per profughi italiani.
Nel 1918 torna a Gorizia, dove riprende l'insegnamento al Ginnasio e all'Istituto magistrale, di cui è nominato vicepreside. Si spegne a Gorizia il 2 agosto 1934.